# Glyphodes badialis
Glyphodes badialis là một loài bướm đêm trong họ Crambidae.